# 에밀리오 카프릴레
에밀리오 카프릴레(이탈리아어: Emilio Caprile eˈmiːljo kaˈpriːle[*]; 1928년 9월 30일~ 2020년 3월 5일)는 이탈리아의 전 축구 선수로, 현역 시절 공격수로 활약했다. 다재다능한 선수였던 그는 스트라이커와 좌측면을 모두 맡을 수 있었다.

## 구단 경력
제노바 출신인 에밀리오 카프릴레는 제노아에서 1945년에 17세의 나이로 신고식을 치렀고, 세리에 B의 세스트레세와 레냐노를 거쳐 유벤투스에 입단했다. 그는 유벤투스 소속으로 1951-52 시즌에 리그 우승을 거두기도 했지만, 당시 5경기에 출전해 2골을 넣는 데 그쳤다. 이후 그는 아탈란타에서 2년을 활약했고, 이후 라치오로도 이적했으며, 세리에 B의 코모를 거쳐 세리에 C의 레냐노에서 은퇴했다.

## 국가대표팀 경력
카프릴레는 비토리오 포초 감독이 이끄는 이탈리아 국가대표팀 일원으로 1948년 8월 2일에 19세 10개월 2일의 나이로 1948년 하계 올림픽 16강전 경기에서 신고식을 치렀는데, 브렌트퍼드에서 열린 미국과의 경기에서 득점을 기록해 9-0 승리에 일조했는데, 그는 이탈리아의 손꼽히는 최연소 첫 출전 목록에 이름을 올리고 있다. 그는 대회에서 1번 더 출전했는데, 덴마크와의 같은 대회 8강전에서 출전해 또 득점을 기록했지만, 3-5 패배를 막기에는 역부족이었다. 그는 이탈리아 국가대표 일원으로 1948년부터 1950년까지 활약하면서 출전한 경기는 위 두 경기가 전부이다. 같은 시기 그는 이탈리아 국가대표팀에서 도합 2골을 성공시켰다. 그는 1950년 월드컵에 명단을 올린 최연소 선수이기도 했지만, 그는 나머지 3명의 선수와 함께 한 경기도 출전하지 못했다.